# Ducato di Andria
Il Ducato di Andria è stato un ducato del Regno di Napoli. Istituito già nell'XI secolo come contea normanna del Regno di Sicilia, aveva per capoluogo Andria, comune dell'attuale regione Puglia, e venne elevato al rango di ducato nel XIV secolo.

## Storia
Conti di Andria di origine normanna sono registrati dalla metà dell'XI secolo. Il Catalogus baronum, datato 1168, registra i territori di «Andria, Minorbino, Sancto Arcangelo, Policore, Rocca Colobrara, Castello Novo, Banciam» tra quelli che spettavano a Bertheraimo, conte di Andria, il quale doveva provvedere «milites XXXI et cum augmento milites LXXII». Il feudo fu in seguito concesso ad un ramo della famiglia Del Balzo dai Re angioini del Regno di Sicilia durante i primi anni del XIV secolo.

## Conti e poi Duchi di Andria

### Conti
- Riccardo I, documentato nel 1063[1];

...
- Goffredo, documentato nel 1127 e 1130[2];
- Riccardo II († 1155);

vacante
- Bertrando di Gravina, dal 1166 al 1168[3];
- Ruggero di Trani, dal 1168 al 1190;
- Roberto di Calagio, dal 1190 a dopo il 1200;
- Giacomo di Andria, documentato nel 1218[4];

...
- Raimondo Berengario d'Angiò, figlio del Re Carlo II d'Angiò, conte di Andria dal 1290 circa al 1305;
- Beatrice d'Angiò, figlia del Re Carlo II d'Angiò, contessa di Andria dal 1305 fino alla morte;
  - Bertrando III del Balzo, conte di Andria e Montescaglioso e signore di Berre, per matrimonio con Beatrice.

### Duchi
- Francesco I del Balzo (1332-1420), figlio di Bertrando, conte di Montescaglioso, creato 1º duca di Andria nel 1373, esautorato nel 1374 e poi ripristinato nel 1381;
- Guglielmo del Balzo (1360-1444), figlio di Francesco, 2º duca di Andria dal 1420 al 1444;
  - Jacopo Caldora (1369-1439), duca di Andria dall'11 novembre 1420[5];
- Berlingiero Caldora (post 1400-1436), figlio di Jacopo, duca di Andria dal 1434 al 1436[6][7];
- Francesco II del Balzo (1410-1482), figlio di Guglielmo, 3º duca di Andria dal 1444 al 1482;
- Pirro del Balzo (1430-1487), figlio di Francesco, 4º duca di Andria dal 1482 al 1487;
- Isabella del Balzo (1468-1533), figlia di Pirro, 5ª duchessa di Andria dal 1487 al 1533.